# Tromatobia lineatoria
Tromatobia lineatoria är en stekelart som först beskrevs av Charles Joseph de Villers 1789.  Tromatobia lineatoria ingår i släktet Tromatobia och familjen brokparasitsteklar. Arten är reproducerande i Sverige.

## Underarter
Arten delas in i följande underarter:
- T. l. rubella
- T. l. decorata